# South Acomita Village, Novi Meksiko
South Acomita Village (navajo: Tółání Biyáázh) je popisom određeno mjesto u okrugu Ciboli u američkoj saveznoj državi Novom Meksiku. Prema popisu stanovništva SAD 2010. ovdje je živjelo 105 stanovnika. 

## Zemljopis
Nalazi se na 35°3′12″N 107°33′39″W / 35.05333°N 107.56083°W, Prema Uredu SAD-a za popis stanovništva, zauzima 1,4 km2 površine, sve suhozemne.
Nalazi se blizu sjeveroistočnog kuta zemlje Acoma Puebla, na južnoj strani dolini rijeke Rio San Josea. Izlaz br. 102 na Međudržavnoj cesti br. 40 je sjeverno. North Acomita Village je izravno prema sjeveru, preko rijeke Rio San Josea.

## Stanovništvo
Prema podatcima popisa 2010. ovdje je bila 105 stanovnika, 30 kućanstava od čega 23 obiteljska, a stanovništvo po rasi bili su 0,0% bijelci, 0,0% "crnci ili afroamerikanci", 97,1% "američki Indijanci i aljaskanski domorodci", 0,0% Azijci, 0,0% "domorodački Havajci i ostali tihooceanski otočani", 0,0% ostalih rasa, 2,9% dviju ili više rasa. Hispanoamerikanaca i Latinoamerikanaca svih rasa bilo je 2,9%.

## Prosvjeta
Svim javnim školama upravlja ustanova Škole okruga Grants/Cibola.